# NGC 2346

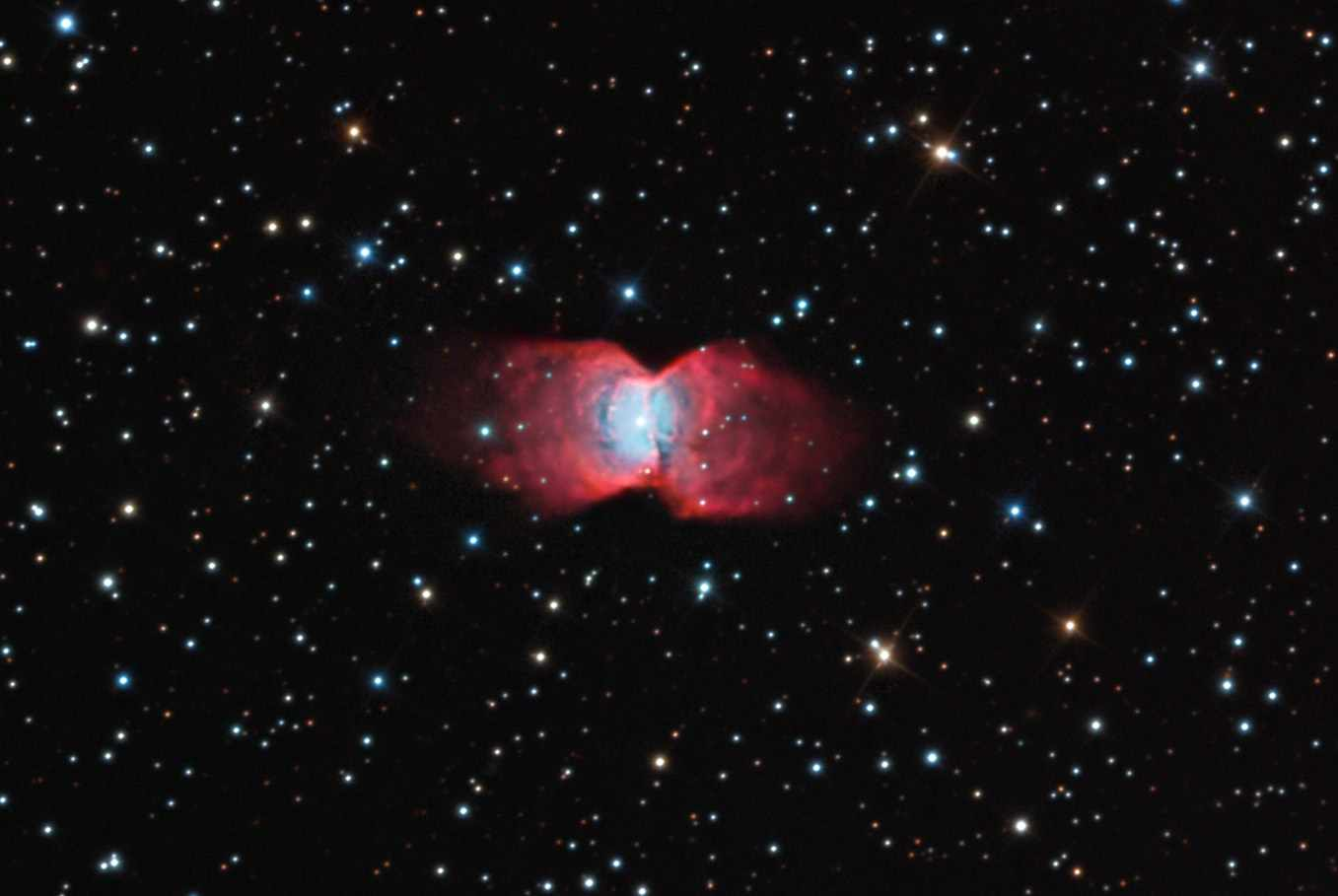
NGC 2346 chụp ảnh với kính viễn vọng 32 inch

NGC 2346 (còn được gọi là Tinh vân Con Bướm) là một tinh vân hành tinh gần xích đạo thiên cầu trong chòm sao Kỳ Lân. Nó sáng, dễ thấy và đã được nghiên cứu rộng rãi. Một trong những đặc điểm đáng chú ý nhất của nó là ngôi sao trung tâm nguội khác thường, là một sao đôi quang phổ và hình dạng khác thường của nó.
Ngôi sao đôi trung tâm này có chu kỳ khoảng 16 ngày, cũng là sao biến quang, có thể là do bụi trong quỹ đạo xung quanh nó. Bụi được ngôi sao trung tâm đốt nóng và vì vậy NGC 2346 sáng bất thường trong phần hồng ngoại của quang phổ. Khi một trong hai ngôi sao tiến hóa thành sao khổng lồ đỏ, nó nhấn chìm sao đồng hành của mình, trong quá trình đó thổi bay ra ngoài một vành đai vật chất từ bầu khí quyển của ngôi sao lớn hơn. Khi lõi của sao khổng lồ đỏ bị lộ ra, gió sao nhanh thổi phồng hai 'bong bóng' từ hai bên của vành đai này.